# دانکن گرگ
دانکن گرگ (انگلیسی: Duncan Gregg; ۲۸ فوریهٔ ۱۹۱۰ – ۱۴ فوریهٔ ۱۹۸۹) قایقران روئینگ اهل ایالات متحده آمریکا بود.